# Palpada meigenii
Palpada meigenii är en tvåvingeart som först beskrevs av Christian Rudolph Wilhelm Wiedemann 1830.  Palpada meigenii ingår i släktet Palpada och familjen blomflugor. Inga underarter finns listade i Catalogue of Life.